# Submundo (banda)
Submundo foi uma banda brasileira de punk rock, formada em Santo André em 1980.

## História
O Submundo foi formado em 1980 com os seguintes integrantes: Ricardo (bateria), Mao (vocal), Zé Renato (guitarra) e Nelson (baixo).
Em 1981, já com Hamilton no baixo gravam uma demo-tape, que conta com as músicas "Batman", "Verme", "Johnny" e "Vomitaram no Trem", que mais tarde seriam regravadas pelos Garotos Podres.
Nos dias 6 e 7 de março de 1982 tocaram no Teatro Conchita de Moraes em Santo André. Nesse mesmo ano, participaram das compilações em K7 "Decaptados" e "Contra Tudo que é Comercial e Nada de Novo nos Oferece", com a presença das bandas Ulster e Hino Mortal.
Logo após, a banda acabou. Mao formou o Garotos Podres, Ricardo tocou no Hino Mortal. e Hamilton tocou na Banda Varsóvia.
Em 1994, a música "Cafetão" saiu na compilação ABC Hardcore '82, da ABC Records.
Em 1995 foi lançado o álbum 1981-1982 pela mesma gravadora, reunindo a demo-tape de 1981 e o show no Teatro Conchita de Moraes em 1982.

## Discografia

### Álbuns
- Demo-Tape (K7, 1981)
- 1981-1982 (CD, 1995, ABC Records)

### Compilações
- Decaptados (K7, 1982)
- Contra Tudo que é Comercial e Nada de Novo nos Oferece (K7, 1982)
- ABC Hardcore '82 (K7" EP, 1994, ABC Records)